# Fogólap

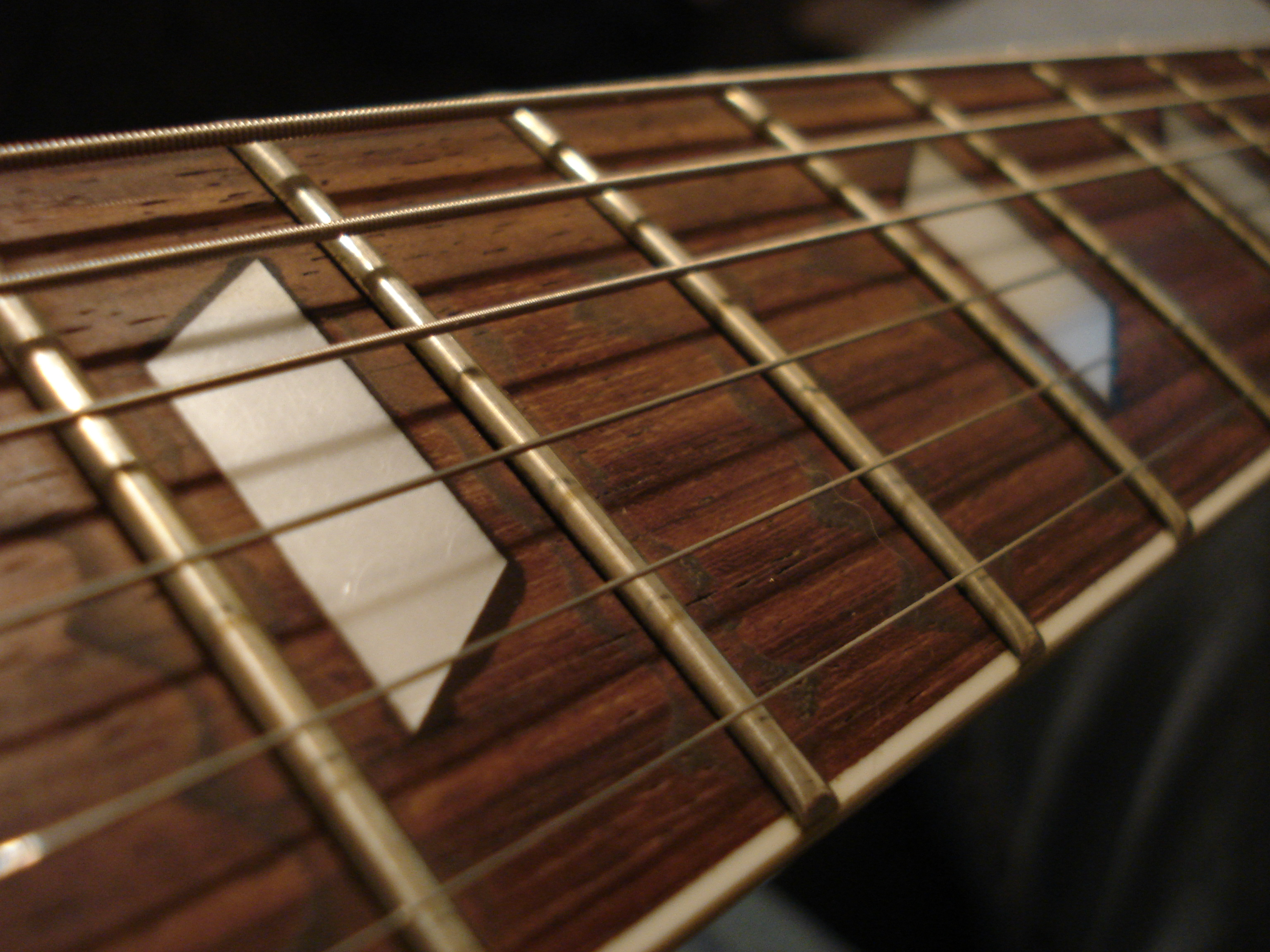
Elektromos gitár fogólapja

A fogólap (a német Griffbrett szó után néha griff) a vonós hangszerek és egyes pengetős hangszerek fontos alkatrésze.
A fogólap a nyaknak a húrok felé néző felületét borítja, gyakran továbbnyúlik a korpusz fölé, nagyjából párhuzamosan fut a hangszer testével, vagy a húrláb magasságával összhangban enyhe szöget zár be vele. A húroknak a fogólapra való lenyomásával érhetjük el, hogy a megszólaltatott húr hangmagassága megváltozzon. Keményfából, leggyakrabban ébenfából készül, hogy a húrok által okozott kopásnak ellenálljon. Elsősorban a vonós hangszereknél, de időnként gitároknál is keresztmetszetben kissé domború, igazodva a húrláb formájához.
A gitárfajtáknál bundok, vagy más néven érintők könnyítik meg a pontos intonálást, és a vonósok között a gamba család tagjai között is a legtöbb hangszeren találhatunk érintőket.
A fogólap illusztrálásából alakult ki a tabulatúra:
```
 e|--F---F#--G---G#--A---A#--H---C---C#--D---D#--E---|
 h|--C---C#--D---D#--E---F---F#--G---G#--A---A#--H---|
 G|--G#--A---A#--H---C---C#--D---D#--E---F---F#--G---|
 D|--D#--E---F---F#--G---G#--A---A#--H---C---C#--D---|
 A|--A#--H---C---C#--D---D#--E---F---F#--G---G#--A---|
 E|--F---F#--G---G#--A---A#--H---C---C#--D---D#--E---|
 0.  1.  2.  3.  4.  5.  6.  7.  8.  9.  10. 11. 12. Bund
```

Ez az ábra például egy E-A-d-g-h-e' hangolású gitár fogástáblázatát mutatja.